# Фенхелевое масло

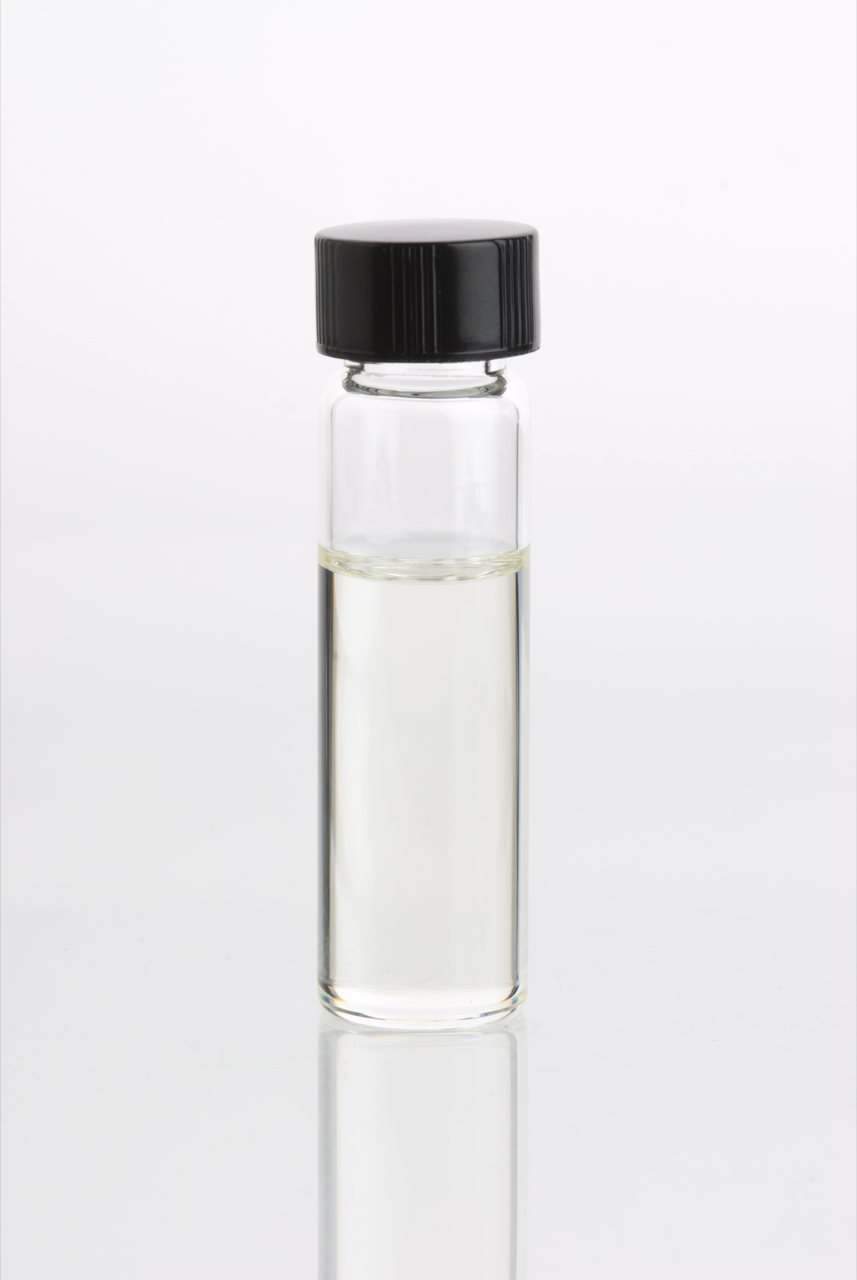
Фенхелевое масло

Фенхелевое масло — эфирное масло, получаемое из семян фенхеля. Впервые получено в середине XVI веке. Фенхелевая вода, однако, была известна гораздо раньше, и её свойства и способы получения описаны в соч. Бруншвига «Liber de arte distilandi» (1500). Сам же фенхель как пряное растение был известен и употреблялся китайцами, индийцами и египтянами с незапамятных времен и вплоть до средних веков пользовался большим распространением, чем анис.

## Получение
Добывается фенхелевое масло исключительно водной перегонкой. Семена фенхеля перед перегонкой не измельчаются, а только размачиваются в теплой воде в течение 12—24 часов. При этом применяется паровая или водяная перегонка, удобно использовать кубы с механическими мешалками, не позволяющими мелким семенам фенхеля слеживаться.
Фенхелевые масла получают в Румынии, Северной Македонии, южной Германии, Саксонии, Франции, северной Италии, Японии и Индии. В России масло почти не добывается. Масло каждой из перечисленных стран имеет свои особенности, что объясняется различием культивируемых там разновидностей фенхеля. По той же причине разнообразны и выходы масла: 
румынский и северомакедонский фенхель даёт масла 3,5—4,5 %, французский — около 3 %, а русский до 4,8 %.

## Физические свойства
При комнатной температуре фенхелевое масло представляет бесцветную или слабо окрашенную жидкость со своеобразным запахом и горько-сладким вкусом. Удельный вес масла в большинстве случаев колеблется между 0,965 и 0,975, но есть и значительные отклонения. Хорошее масло должно застывать при +3°, +6°.

## Химический состав
Что касается химического состава масла, то главной по количеству составной частью является анетол (50—60 %), наиболее же характерной — фенхон — кетон, открытый Валлахом и Гартманом в 1890 г. В состав фенхелевого масла входят пинен и дипентен. Кроме того, как во всяком масле, содержащем анетол, этот фенол сопровождается продуктами его окисления: анисовым альдегидом и анисовой кислотой. Кроме перечисленных составных частей, во французском масле Тарди нашел метилхавикол и фелландрен. Найденный этим же автором цимол, вероятно, образовался при тех химических операциях, которым масло подвергалось при исследовании. Чистота масла определяется его температурой замерзания и удельным весом. Выделение из масла части анетола понижает температуру застывания, а прибавка скипидара понижает удельный вес.

## Применение
Остатки от производства фенхелевого масла представляют хорошее кормовое средство, так как содержат около 14—22 % белка и 12—19 % жира. Наибольшее применение фенхелевое масло находит в приготовлении туалетного мыла, кроме того, употребляется и в ликёрном деле.